# Miedo

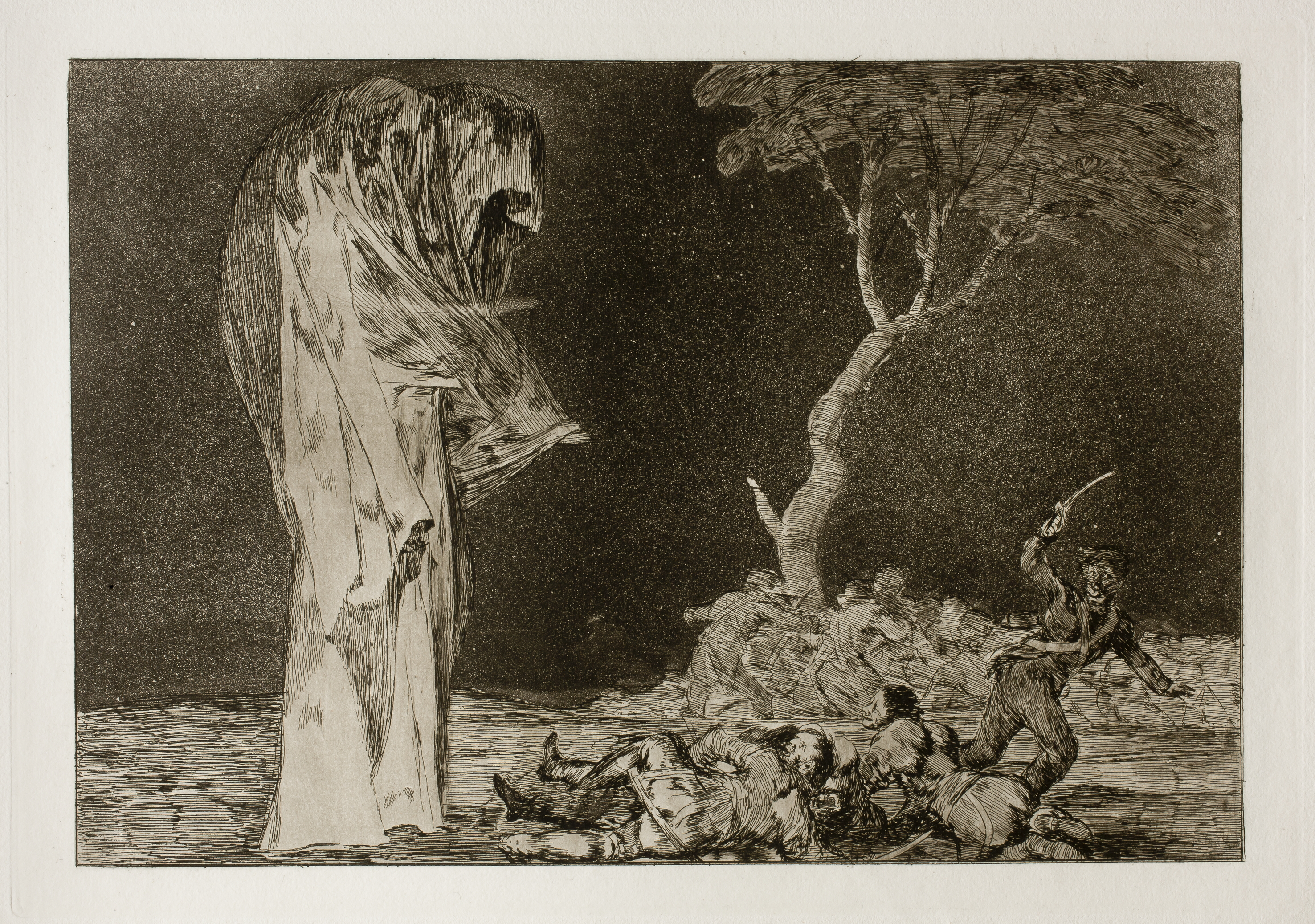
Disparate de miedo, dibujo del pintor español Francisco de Goya para la serie Los disparates.

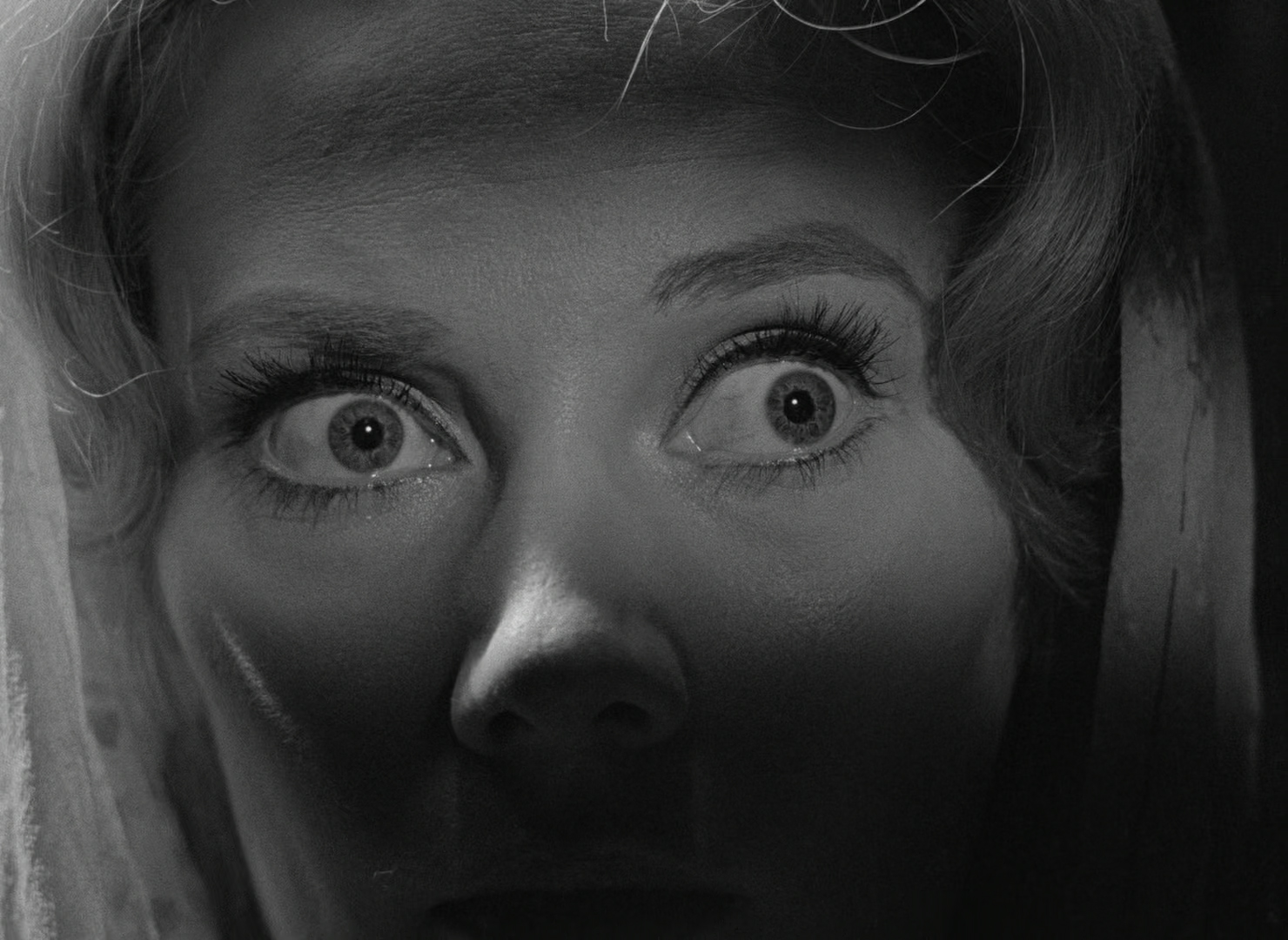
El miedo se comunica a los demás a través del rostro. La actriz Candace Hilligoss en la película Carnival of Souls

El miedo es una emoción desagradable provocada por la percepción de un peligro, real o supuesto, presente, futuro o incluso pasado. Es una emoción primaria derivada de la aversión natural al riesgo o la amenaza, manifestada en todos los animales, lo que incluye al ser humano. La máxima expresión del miedo es el terror. Además, el miedo está relacionado con la ansiedad.
Actualmente existen dos conceptos diferentes sobre el miedo, que corresponden a las dos grandes teorías psicológicas que tenemos: el conductismo y la psicología profunda. Según el pensamiento conductista, el miedo es algo aprendido. En el modelo de la psicología profunda el miedo existente corresponde a un conflicto básico inconsciente y no resuelto, al que hace referencia.

## Enfoques sobre el miedo

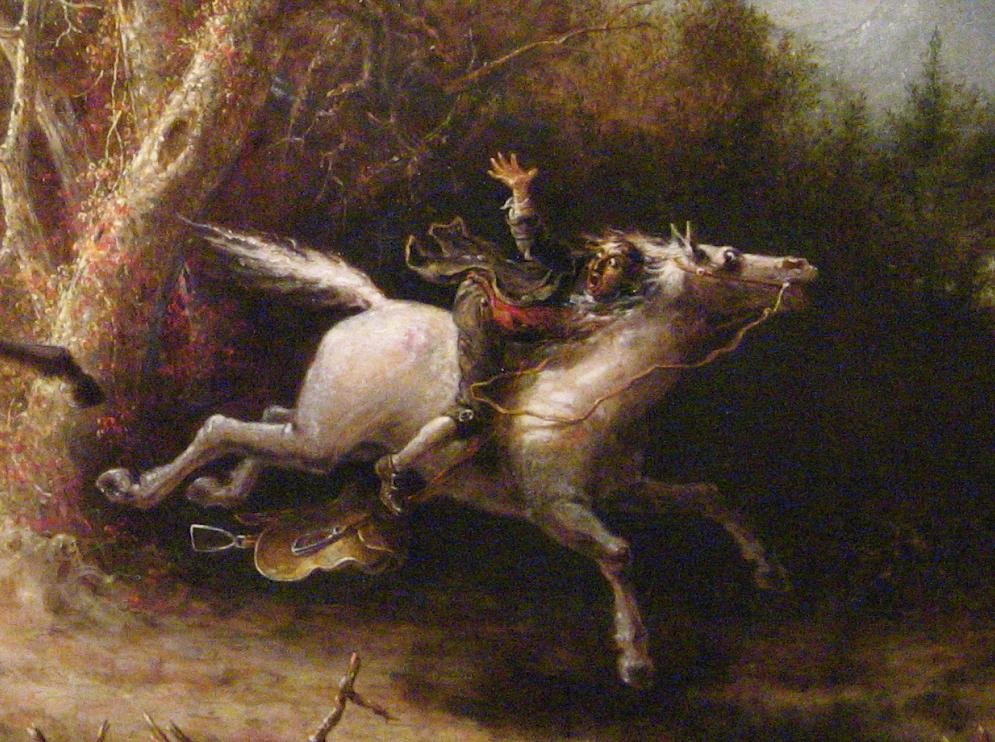
Detalle de el Jinete sin cabeza persiguiendo a Ichabod Crane, de John Quidor en 1858, en el Smithsonian American Art Museum

Desde el punto de vista biológico, el miedo es un esquema adaptativo, que constituye un mecanismo de supervivencia y de defensa, surgido para permitir al individuo responder ante situaciones adversas con rapidez y eficacia. En ese sentido, es normal y beneficioso para el individuo y para su especie.
Desde el punto de vista neurológico, el miedo es una forma común de organización del cerebro primario de los seres vivos, y esencialmente consiste en la activación de la amígdala, situada en el lóbulo temporal.
Desde el punto de vista psicológico, el miedo es un estado afectivo, emocional, necesario para la correcta adaptación del organismo al medio, que provoca angustia y ansiedad, ya que el individuo puede sentir miedo sin que parezca existir un motivo claro.
Desde el punto de vista social y cultural, el miedo puede formar parte del carácter de la persona o de la organización social. Se puede, por tanto, aprender a temer objetos o contextos, y también se puede aprender a no temerlos. Se relaciona de manera compleja con otros sentimientos (miedo al miedo, miedo al amor, miedo a la muerte, miedo al ridículo) y guarda estrecha relación con los distintos elementos de la cultura.
Desde el punto de vista evolutivo, el miedo es un complemento y una extensión de la función del dolor. El miedo nos alerta de peligros que no nos han ocasionado algún dolor, sino más bien una amenaza a la salud o a la supervivencia. Del mismo modo que el dolor aparece cuando algo nocivo ataca nuestro cuerpo, el miedo aparece en medio de una situación en la que se corre peligro.
Para algunos, el miedo en el ser humano no guarda ninguna relación fisiológica (como reacción de alerta), sino que es un producto de la conciencia, que expande nuestro nivel de conocimiento.

## Fisiología, psicología y bioquímica del miedo

El miedo es un producto emocional del cerebro. Esquema del sistema límbico del cerebro humano

El mecanismo que desata el miedo se encuentra, tanto en personas como en animales, en el cerebro, concretamente en el cerebro reptiliano, que se encarga de regular acciones esenciales para la supervivencia, como comer, respirar y en el sistema límbico, que es el encargado de regular las emociones, la lucha, la huida, la evitación del dolor y, en general, todas las funciones de conservación del individuo y de la especie. Este sistema revisa de manera constante (incluso durante el sueño) toda la información que se recibe a través de los sentidos, y lo hace mediante la estructura llamada amígdala cerebral, que controla las emociones básicas, como el miedo y el afecto, y se encarga de localizar la fuente del peligro. Cuando la amígdala se activa se desencadena la sensación de miedo y ansiedad, y su respuesta puede ser la huida, el enfrentamiento o la paralización. Se ha encontrado que la sensación de miedo está mediada por la actuación de la hormona antidiurética (o vasopresina) en la amígdala cerebral y que la del afecto lo está por la de la hormona oxitocina, también en la amígdala.[cita requerida] Está en estudio un antagonista selectivo de la hormona antidiurética, el compuesto SSR149415, que bloquea la sensación de miedo social —miedo hacia otros animales de la misma especie— pero no otros tipos de miedo. Los fármacos que bloquean el miedo social por antagonismo de la vasopresina es posible que nunca se comercialicen dadas las funciones, biológicas y de otros tipos, que tiene tal tipo de miedo en el funcionamiento de las sociedades animales incluida la humana (cabe destacar que el etanol inhibe la producción de vasopresina). Se han llevado a cabo estudios con resonancia magnética de la amígdala cerebral y han encontrado datos que indican que los llamados psicópatas sociales sufren atrofia de las amígdalas cerebrales, lo que les provocaría la pérdida del miedo social y del afecto que les caracteriza. Cabe señalar que el miedo al daño físico provoca la misma reacción que el temor a un dolor psicológico.
La extirpación de la amígdala parece eliminar el miedo en animales, pero esto no sucede en humanos (que a lo sumo cambian su personalidad y se vuelven más calmados), en los que el mecanismo del miedo y la agresividad es más complejo e interactúa con la corteza cerebral y otras partes del sistema límbico.
El miedo produce cambios fisiológicos inmediatos: se incrementa el metabolismo celular y aumenta la presión arterial, la glucosa en sangre y la actividad cerebral, así como la coagulación sanguínea. Asimismo, el sistema inmunitario se detiene (al igual que toda función no esencial), la sangre fluye a los músculos mayores (especialmente a las extremidades inferiores, en preparación para la huida) y el corazón bombea sangre a gran velocidad para llevar hormonas a las células (especialmente adrenalina). También se producen importantes modificaciones faciales: agrandamiento de los ojos para mejorar la visión, dilatación de las pupilas para facilitar la admisión de luz, la frente se arruga y los labios se estiran horizontalmente.
Como el sistema límbico fija su atención en el objeto amenazante, los lóbulos frontales (encargados de cambiar la atención consciente de una cosa a otra) se desactivan parcialmente. Durante un ataque de pánico la atención consciente queda fijada en el peligro, y si los síntomas fisiológicos —como el ritmo cardíaco o la presión sanguínea— son interpretados por el sujeto como una confirmación de la realidad de la amenaza, se produce una retroalimentación del miedo, que impide una ponderación del auténtico riesgo. Esto sucede, especialmente, en el caso de las fobias: la atención del fóbico es incapaz de prestar atención a otra cosa y magnifica el peligro ante la incomprensión de los presentes.
La consolidación en la memoria de un episodio de miedo intenso (o de un trauma) no es inmediata. Según los investigadores Min Zhuo, Bao Ming Li y Bong Kiun Kaang, la activación de los receptores NMDA (que son las moléculas que reciben las señales bioquímicas que provocan un efecto fisiológico concreto) provoca que en esos receptores se produzca una huella en las células cerebrales. En concreto, sería la subunidad molecular llamada NR2B la que serviría de marca de memoria. En experimentos realizados con ratones, el bloqueo de la NR2B en la corteza prefrontal produjo la desaparición de la reacción a un miedo previamente experimentado.
Otro estudio sobre lo que provoca miedo en una persona, realizado por un equipo de investigadores alemanes del hospital universitario Charité de Berlín y conducido por el psiquiatra Andreas Heinz, demostró la relación entre la dopamina y la sensación de miedo. Este estudio demostró que la dopamina, una sustancia neurotransmisora, estimula o frena la actividad de las células nerviosas en el cerebro. En este estudio se descubrió que la presencia de poca dopamina en algunas áreas del cerebro provoca la interrupción o trasformación de la comunicación entre las células nerviosas. Las personas con una elevada concentración de dopamina en la amígdala cerebral, área en el cerebro que participa en el procesamiento emocional, reaccionaron con más miedo y estrés que aquellas personas con una menor concentración de dicha sustancia.
Además, se concluyó que hay otro factor que influye en las sensaciones de miedo: la comunicación existente entre la amígdala cerebral y el cíngulo anterior, otra región cerebral. Ambas están interconectadas a través de fibras nerviosas. Estas regiones se comunican cuando la persona percibe algo negativo. Cuanta más comunicación hay entre ambas regiones, menos miedo sentían las personas afectadas; en cambio, las personas en las que se produce poca comunicación entre estas regiones sienten más miedo.
Se ha demostrado que a través de la psicoterapia se puede promover la comunicación de la amígdala cerebral y el cíngulo anterior, por lo que las personas afectadas podrían aprender a actuar con menos miedo y a tener una mayor seguridad en sí mismas.

## Consideraciones jurídicas
En la medida en que el miedo puede restar autonomía decisoria al sujeto, llega a ser un eximente de responsabilidad. El derecho romano estableció en el 79 a. C. (mediante una innovación jurídica introducida por un pretor llamado Octavius) la acción metus causa ('por causa del miedo') como eximente de responsabilidad. En las Siete Partidas (Part. 7, tít. 3.3, ley 7) se establece en el derecho castellano la invalidez de pleitos o declaraciones realizados bajo miedo, y el derecho actual determina que el miedo es causa eximente de responsabilidad criminal. Para el caso del moderno derecho continental, y en concreto para el español, por ejemplo, se establece lo siguiente:

Están exentos de responsabilidad criminal (...) el que obre impulsado por miedo insuperable.
Código Penal español, Art. 20.6 (vigente desde el 24 de mayo de 1996)

Si bien la doctrina española no aclara de forma unánime qué naturaleza jurídica tiene la eximente del miedo insuperable, es opinión generalizada que se basa en el «principio de no exigibilidad de otra conducta», y en ocasiones se vincula a la legítima defensa. Se especifica que el miedo puede no ser el único motivo de la conducta ilícita, pero sí ha de ser motivo preponderante. La jurisprudencia del Tribunal Supremo español en ocasiones (y de manera excepcional) no acepta la eximente de miedo insuperable en ciertos delitos de acción (al entender que quien actúa lo hace habiendo superado el miedo), y no exige, en cambio, que el peligro sea real (pues puede ser imaginario) ni inminente. Lo mismo ocurre en el derecho civil y en el canónico católico, en los que el defecto del consentimiento por miedo es, por ejemplo, causa de nulidad matrimonial.[cita requerida]

## Terminología

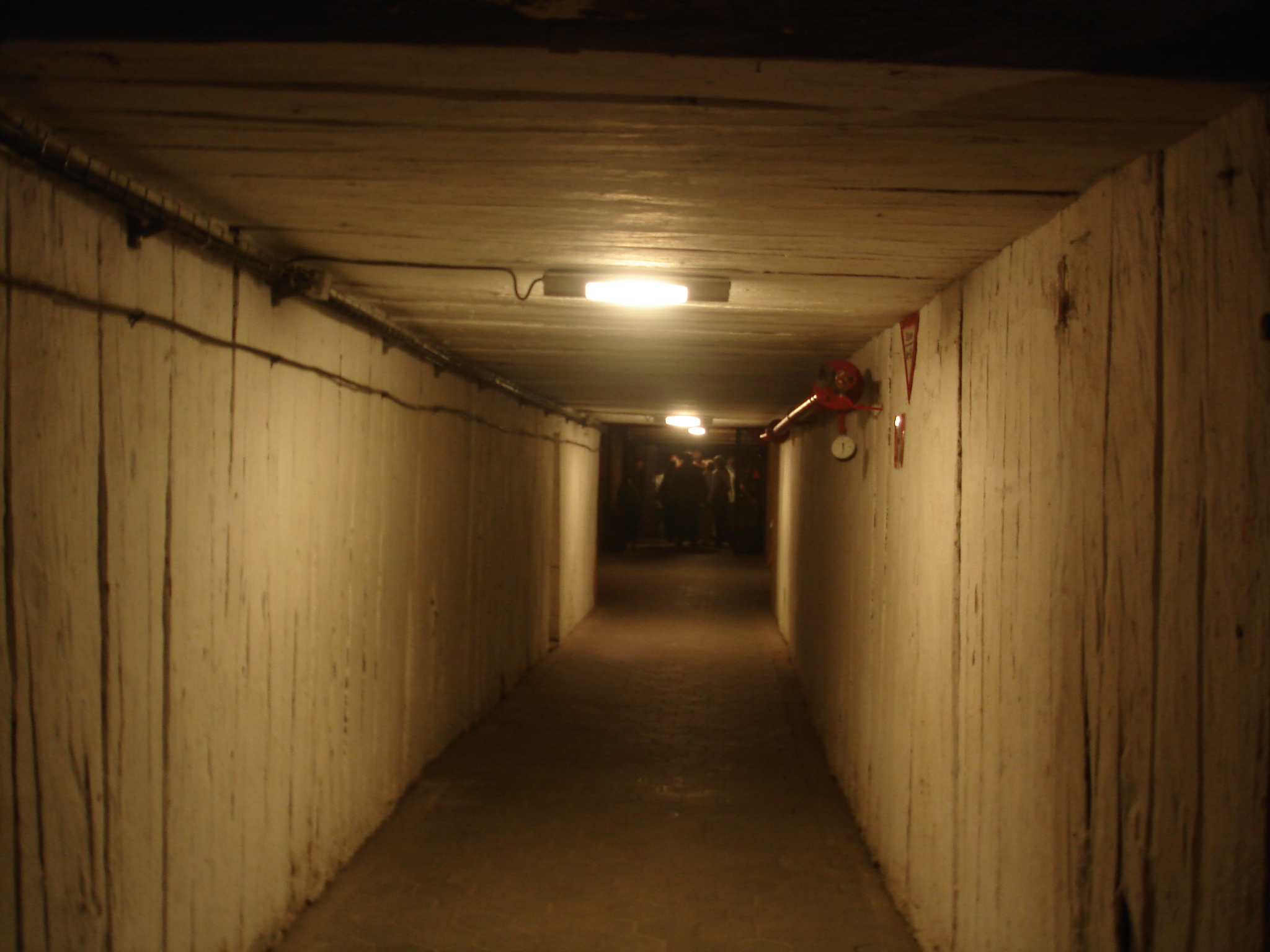
Claustrofobia, fobia a los espacios cerrados.

Según el diccionario de la Real Academia Española (DRAE), el miedo es la «angustia por un riesgo o daño real o imaginario». El vocablo procede del latín metus, que tiene significado análogo. Como todas las emociones, admite graduación. Así pues, el Diccionario ideológico de Julio Casares establece algunos términos asociados, como temor, recelo, aprensión, canguelo, espanto, pavor, terror, horror, fobia, susto, alarma, peligro o pánico.
Uno de los primeros testimonios del uso de esta palabra en castellano escrito, según el Diccionario de autoridades, se encuentra en la obra legislativa conocida como las Siete Partidas:

…e de tal miedo e de otro semejante fablan las leyes de nuestro libro cuando dicen que pleito o postura que home face por miedo non debe valer.
Partida 7, título 3.3, ley 7

José Antonio Marina y Marisa López Penas, en su Diccionario de los sentimientos, analizan las relaciones que se pueden establecer entre distintos vocablos de un mismo campo semántico emocional, lo que nos permite conocer su matización y su gradación. Riesgo (del latín resecare, 'romper un risco el casco de una embarcación') y peligro (de la raíz indoeuropea per-, 'ir hacia delante', 'penetrar en algún sitio') son palabras relacionadas con el miedo. Temor es el miedo a algo que se piensa que ya ha sucedido y aprensión es la aversión a tocar algo. Canguelo (miedo breve) procede del caló y significa originariamente 'apestar', y se relaciona con el aflojamiento de esfínteres que produce el miedo. La gradación del miedo en la lengua castellana, según estos autores, comienza con el miedo intensivo, la fobia, el terror y el pavor (este último del indoeuropeo peu-, 'golpear', de donde proceden también pavura y espanto). El pánico es el miedo sin fundamento, colectivo y descontrolado (palabra derivada del nombre del dios Pan, y se refiere al miedo a los ruidos perturbadores de la naturaleza). Existe también un miedo breve y súbito, procedente de una causa pequeña: el susto (procedente del portugués), y también la alarma (que significa, etimológicamente, 'a las armas').
La lingüística comparada permite reconocer las diferencias de vocabulario emocional entre culturas. En francés,

peur es la inquietud por la presencia de un peligro, crainte es una peur fuerte, terreur es una crainte grande y profundo, panique es un terreur súbito y sin fundamento, épouvante es un terreur grande, frayeur es una épouvante causada por la imagen del mal (...), effroi es una frayeur grande (...).
Marina Torres y López Penas, 2001, p. 248

En inglés es también abundante la variedad de términos para describir el miedo: worry ('preocupación'), anxiety ('ansiedad'), terror ('terror'), fright ('espanto' o 'susto'), paranoia ('paranoia'), horror ('horror') , panic ('pánico', individual o colectivo), persecution complex ('manía persecutoria') o dread ('pavor'). La phobia es una paranoia extrema y la distrust ('desconfianza') es el miedo interpersonal. El terror ('terror') se refiere a un estado pronunciado de miedo posterior al estado de horror ante un peligro inmediato, y que puede provocar acciones atípicas e irracionales en quien lo siente.
En alemán se emplean las palabras Furcht ('miedo'), Sorge ('preocupación') y Bammel ('ponerse nervioso'). El término quizá más empleado, Angst ('miedo' o 'angustia' en alemán y otras lenguas germánicas), de ocho siglos de antigüedad, proviene de la raíz indogermánica anghu- ('restricción'), y evolucionó en la palabra del antiguo alto alemán angust, que conservó el significado de restricción, al igual que la palabra latina angustia, con el mismo origen etimológico. La palabra Angst se extendió al inglés angst, donde se emplea con el significado de miedo existencial o para referirse a una ansiendad intensa en lugar de la palabra anxiety. Se usa, por ejemplo, en la expresión angst-ridden ('estar dominado por el miedo'). El término fue probablemente importado al inglés por George Eliot en 1849.
La escasa variación de Significados entre idiomas cercanas indica que el miedo es un sentimiento universal, pero la antropología y la sociología muestran que el miedo tiene una modulación cultural, lo que se analizará en otro apartado de este artículo.

## El miedo como construcción cultural

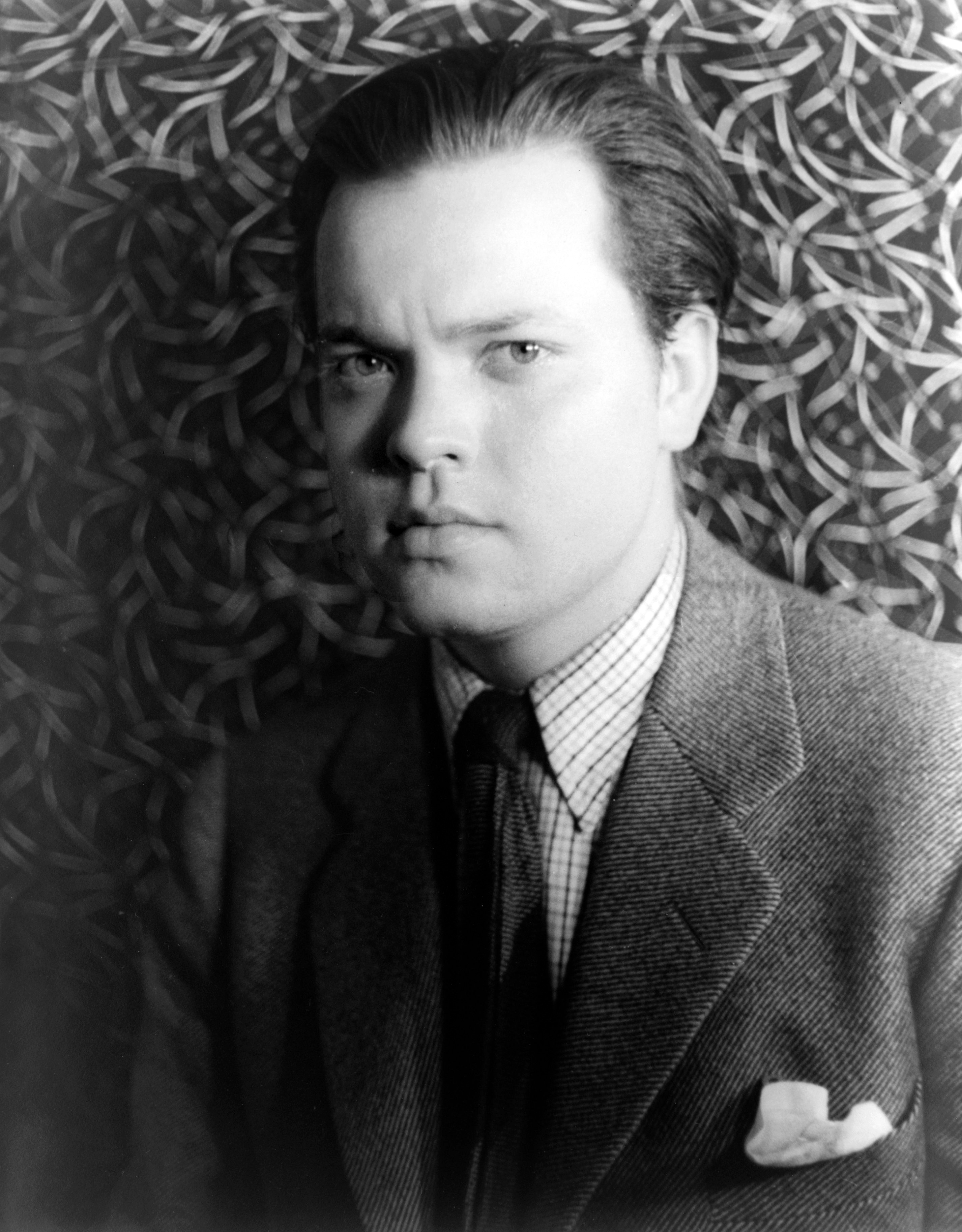
La sociedad colabora con el miedo, al magnificar la información alarmista de los medios de comunicación. En la foto, Orson Welles, quien desató un ataque de pánico colectivo en 1938 con su programa de radio La guerra de los mundos

Catherine Lutz ha estudiado la variabilidad cultural del miedo. Según sus averiguaciones, la comunidad ifaluk considera positiva la cobardía y, por tanto, para ellos es bueno confesar el miedo, pues es una prueba de ser una persona inofensiva y temerosa de las leyes del grupo.
Joanna Bourke, autora de Fear: a Cultural History ('El miedo: una historia cultural') revela que el miedo, como un sentimiento colectivo e individual, varía con las épocas y los contextos históricos.

Durante el siglo XIX, los temores relacionados con la muerte inminente estaban estrechamente vinculados a los miedos acerca de cualquier tipo de vida después de la muerte eventual, así como relacionados con la inquietud sobre el diagnóstico correcto del deceso (o dicho de otra manera: que condujera a un entierro prematuro). En nuestro tiempo, por el contrario, tendemos a preocuparnos mucho más sobre el hecho de que nos obliguen a permanecer vivos más de lo debido (denegándonos la oportunidad de «morir con dignidad»). Es el personal médico, en vez de los clérigos, el que preside cada vez más sobre el terror a la muerte. Los debates actuales sobre la eutanasia y la muerte asistida están relacionados con estos cambios.
Joanna Bourke

Esta investigadora sostiene que el principal transmisor actual del miedo son los medios de información de masas, pero, en todo caso, se precisa de la credulidad de la sociedad para que el pánico estalle. Tras estudiar los archivos históricos, la autora muestra cómo entre 1947 y 1954 estalló un pánico colectivo ante el abuso sexual de niños, pese a que los periódicos llevaban años publicando ese tipo de noticias. Otro caso estudiado por la autora es el pánico colectivo desatado por la retransmisión de La guerra de los mundos por Orson Welles en 1938, cuando una ficción radiada sobre un ataque alienígena a la Tierra desató la alarma entre los estadounidenses. La autora recuerda que el precedente de ese experimento (una emisión equivalente de la BBC realizada por Ronald Knox en 1926, con idénticos resultados de miedo colectivo en el Reino Unido) fue olvidado, tal vez por un posterior sentimiento de vergüenza colectiva:

(...) la ola de pánico que Welles causó a través de la radio ha eclipsado la que ocasionó Knox. Después de todo, más de un millón de estadounidenses se vieron afectados durante la última ola de pánico (muchos más que en 1926). De todas formas, existía además otra razón: en 1926, había un palpable sentimiento de vergüenza: todos querían olvidarse del hecho tan pronto como fuera posible. En Estados Unidos, por el contrario, aunque se pudiera hablar sobre la vergüenza, otros grupos dentro de la sociedad se sirvieron en muchos sentidos del pánico para reafirmar su propio estatus (superior). Los sociólogos se vieron involucrados, preparando elaboradas teorías sobre la psicología de multitudes. Se dio una profesionalización del pánico en 1938 que no existía en 1926.
Joanna Bourke

La profesionalización de los provocadores del miedo es así una característica de nuestra época, según Joanna Bourke:

A pesar de que solo 17 personas perdieran la vida a causa de actos terroristas en Estados Unidos entre 1980 y 1985, el periódico The New York Times publicó un promedio de 4 artículos sobre el terrorismo en cada edición. Entre 1989 y 1992, solamente 34 estadounidenses murieron como consecuencia de actos terroristas en el mundo, pero más de 1 300 libros fueron catalogados bajo el rubro de «Terroristas» o «Terrorismo» en las bibliotecas estadounidenses.
Joanna Bourke

La autora concluye que el miedo es también un arma de dominación política y de control social. Son diversos los autores que denuncian el uso político del miedo como forma de control de la población, haciéndose hincapié en la creación de falsos escenarios de inseguridad ciudadana.
A lo largo de la historia ha habido todo tipo de movimientos sociales y culturales fundamentados en el miedo a algo: el milenarismo, en miedo al efecto 2000 o los movimientos apocalípticos. El miedo es también un arma de guerra, empleada con asiduidad en la guerra moderna gracias al desarrollo de la aviación.

## El miedo en el arte

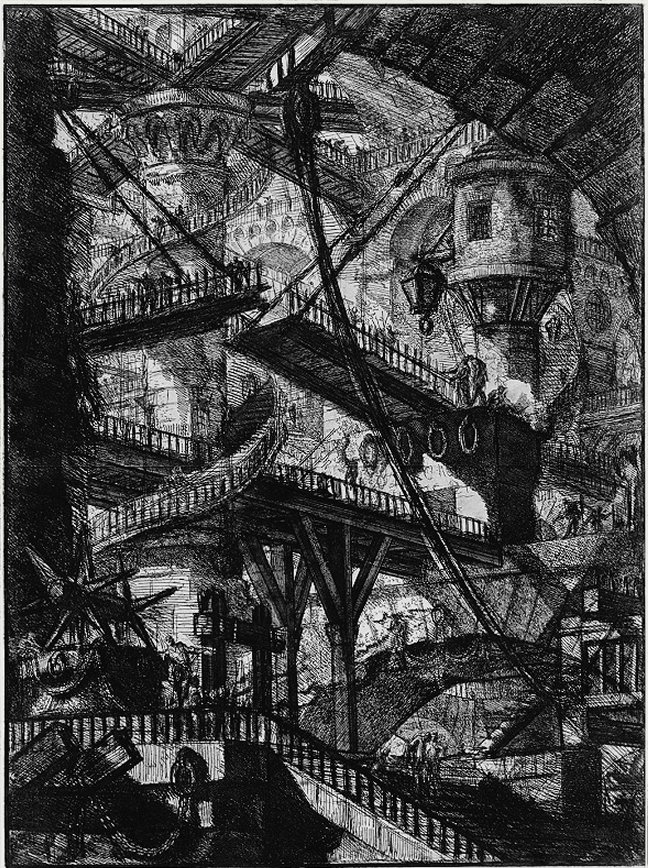
El puente levadizo, de Piranesi.

La presencia del miedo en el arte es ubicua. Tal es así que constituye un género narrativo por sí mismo (cuentos de miedo, novelas de terror) ampliamente cultivado sobre todo a partir del siglo XIX por autores de inspiración romántica como Edgar Allan Poe, Howard Phillips Lovecraft o incluso Gustavo Adolfo Bécquer. La literatura ha generado personajes específicos para retratar el terror y el miedo, como Drácula o el monstruo de Frankenstein. Es también un género cinematográfico (el cine de terror). La escultura occidental, especialmente la medieval con sus interpretaciones del apocalipsis, ha elevado el miedo a categoría de arte. La pintura, especialmente la contemporánea, ha retratado las angustia del ser humano moderno. Un ejemplo conocido es el del pintor expresionista Edvard Munch en su emblemático cuadro El grito, aunque los ejemplos se podrían multiplicar a casi todas las épocas, como en el caso del Bosco, Brueghel o las obras de Piranesi.

## Miedo y sociedad
El miedo es una característica inherente a la sociedad humana: está en la base de su sistema educativo (que, como expuso de manera radical Skinner, en buena medida se define por el esquema básico del premio y del castigo) y es un pilar del proceso socializador. Buena parte del sistema normativo se fundamenta en el miedo, como muestra el derecho penal.
Desde el ámbito de la sociología, el miedo se ha identificado como una de las características de la sociedad posmoderna. Ulrich Beck la denomina Risikogesellschaft ('sociedad del riesgo') en la medida en que es ahora el momento en que por primera vez la especie humana se enfrenta a la posibilidad de su propia destrucción y extinción.

## Miedo y formación militar
En los ámbitos castrenses, una buena parte del entrenamiento del soldado, y en especial de las fuerzas especiales, está orientada al control del miedo para, de este modo, formar soldados, oficiales y comandos seguros de sí mismos y autómatamente efectivos a la hora de actuar. Para ello se enfrenta a los soldados a escenarios que causan pavor, como arrastrarse por debajo de alambre de púas, mientras son atacados por fuego de ametralladoras y explosiones; y caminar sobre campos minados, guerra de guerrillas, combate cuerpo a cuerpo, etc.

## Miedo y religión

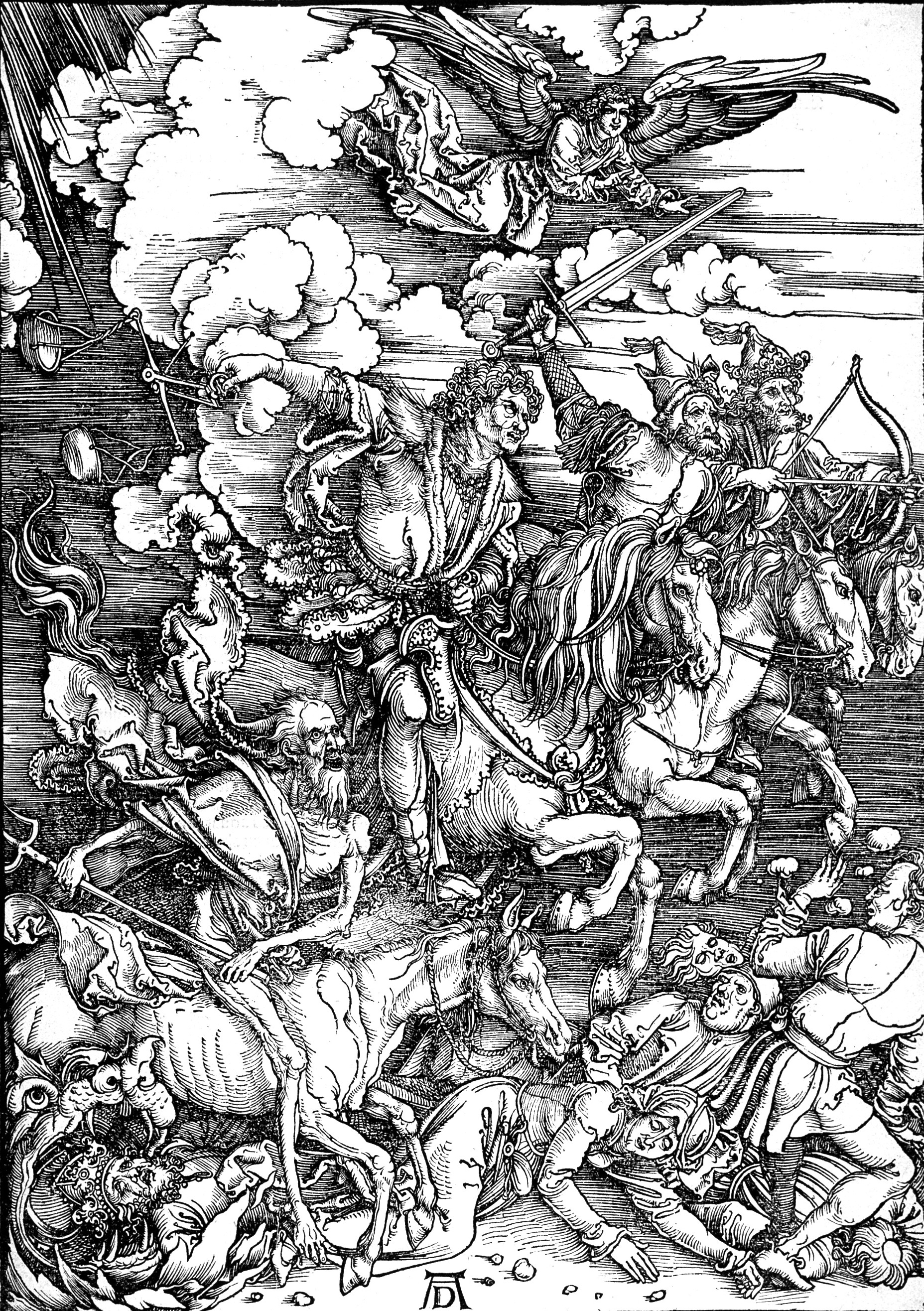
El miedo a la enfermedad, a la pobreza, a la guerra y a la muerte, están presentes en la iconografía apocalíptica tradicional. Los cuatro jinetes del Apocalipsis, grabado de Durero (1497-1498).

La Torá hace mención al miedo en su primer libro Bereshit. En concreto, el miedo se convierte en atributo humano por causa del plan divino: 

Y llamó Dios, el Eterno, preguntándole: «¿Dónde estás?». Y respondió: «He oído tu voz en el huerto, y tuve miedo, porque estoy desnudo; por eso, me escondí».
Génesis 3:9-10

Las religiones monoteístas evidencian un tipo de miedo religioso, el temor de Dios y cada una, desde el judaísmo hasta el islam, han desarrollado su particular teología al respecto. Cabe destacar que ciertas religiones recurren a adoctrinar en el período de aprendizaje infantil con amenazas de sufrimiento infinito y eterno si no se cree en sus postulados y si no se cumplen sus normas.  Otras religiones, como el budismo, se fundamentan directamente en la necesidad de evitar el dolor y el sufrimiento, y por tanto, de manera indirecta, tienen una especial relación con el miedo.
En el cristianismo, el miedo está relacionado con el comportamiento de un individuo y la conciencia: 
| Huye el impío sin que nadie lo persiga; mas el justo está confiado como un león. —Proverbios 28:1 |

Por otro lado, está el temor benigno, un temor reverente, que incluye el respeto y la obediencia: 
| El principio de la sabiduría es el temor de Jehová; los insensatos desprecian la sabiduría y la enseñanza. —Proverbios 1:7 |